# John Giheno
John Giheno (ur. 1950, zm. 20 marca 2017 w Port Moresby) – papuaski polityk, tymczasowy premier Papui-Nowej Gwinei w roku 1997.
Należał do Ludowej Partii Postępowej. Od 1982 przez trzy kadencje zasiadał w parlamencie, pełnił funkcję ministra górnictwa i paliw w rządzie Juliusa Chana. W marcu 1997 Chan zrezygnował ze stanowiska po tym, jak wyszło na jaw, że używał zagranicznych wojsk najemnych do zwalczenia rebelii na Wyspie Bougainville’a, co spowodowało rozruchy społeczne i bunty papuaskiego wojska. Giheno tymczasowo przejął władzę, by uspokoić nastroje społeczne, a w kraju rozpisano nowe wybory na 14 czerwca. Na krótko przed głosowaniem na fotel szefa rządu powrócił Chan. W wyborach parlamentarnych, podobnie jak znaczna część ministrów, utracił stanowisko w parlamencie.
Był żonaty z Julie, miał trzy córki Ninę, Monę Lisę i Joyce oraz syna Malcolma, a także trójkę wnuków. Zmarł w 2017 wskutek zawału serca.